# Kulturbunker Vulkan

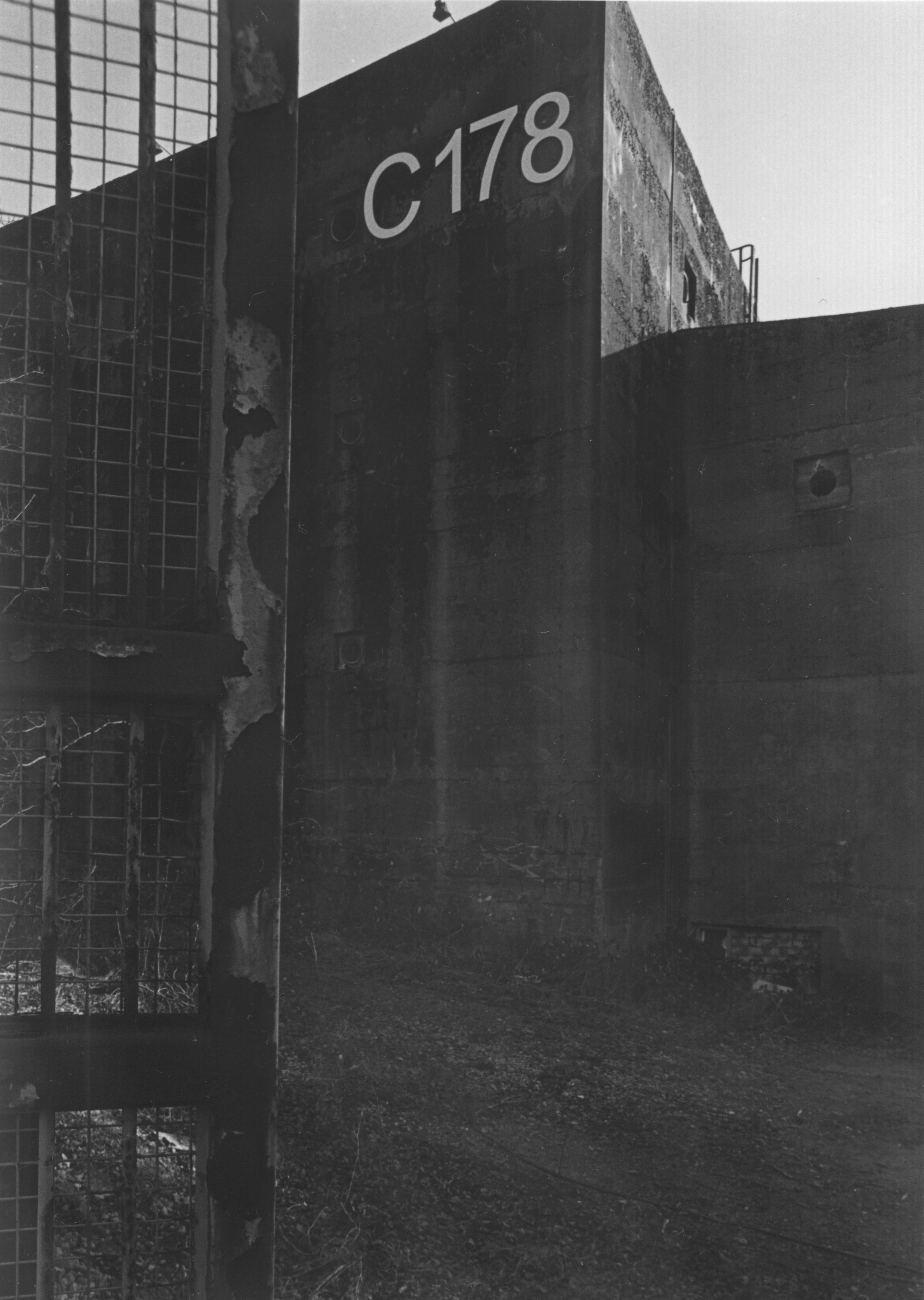

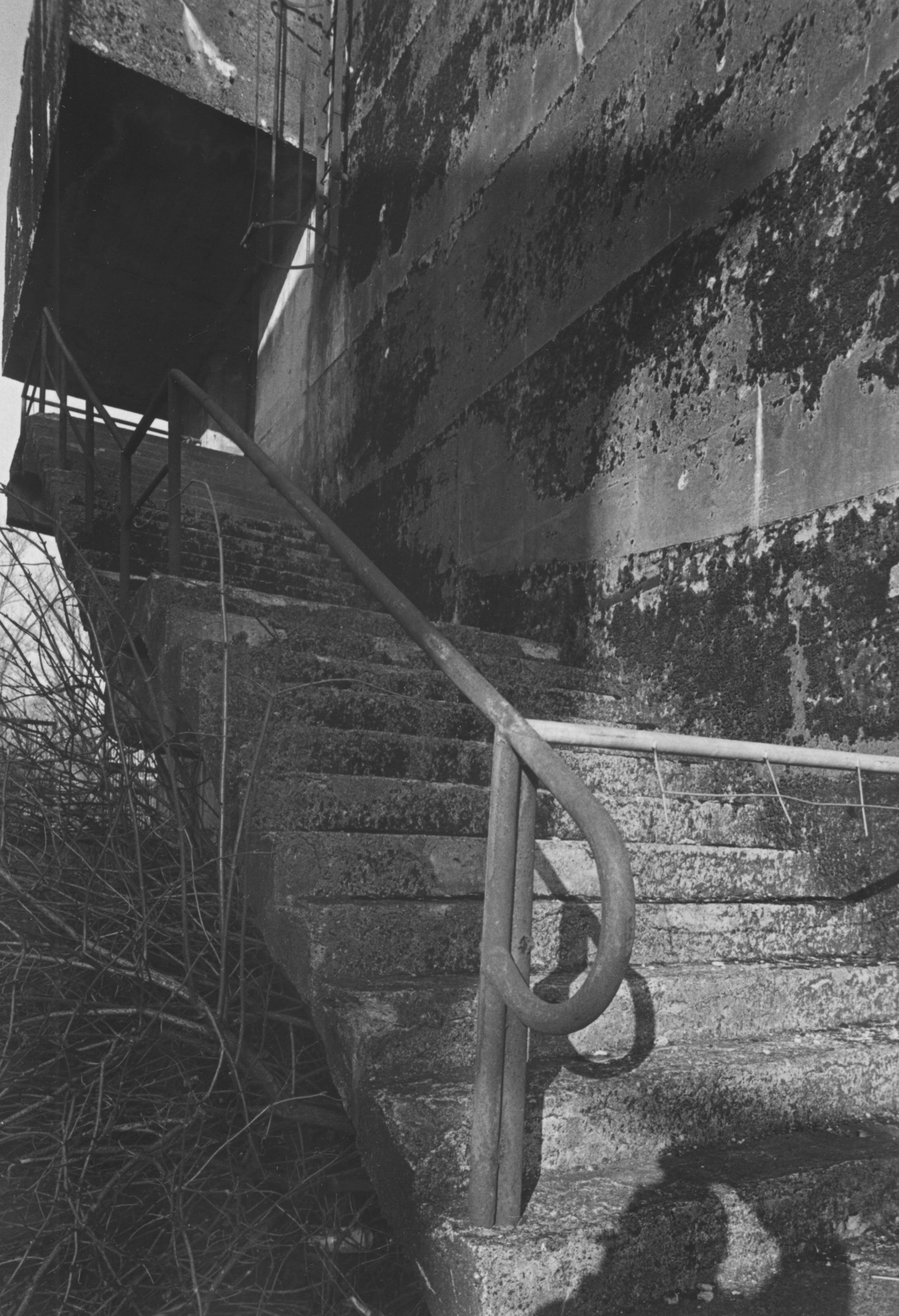

Der Kulturbunker Vulkan ist ein ehemaliger Werkluftschutzbunker auf dem Gelände der ehemaligen Großschiffswerft Bremer Vulkan. Er befindet sich unmittelbar am Tor Lobbendorf im Vegesacker Ortsteil Fähr-Lobbendorf.
Die Bunkeranlage entspricht dem Bautyp der Truppenmannschaftsbunker der Kriegsmarine, er wurde von 1943 bis 1944 errichtet und soll „Schutzplätze“ für 1400 bis 2000 Personen geboten haben. Auf dem Dach des Hochbunkers befand sich ein Luftschutzbeobachtungsstand. Das Gebäude verfügt über vier Etagen.
Nach der Werftschließung 1997 wurde die Bunkeranlage zum Proben- und Veranstaltungszentrum für die Musikszene in Bremen-Nord ausgebaut. Der Kulturbetrieb im Bunker wurde von einem eigens gegründeten Trägerverein organisiert.